# Peuvillers
Peuvillers település Franciaországban, Meuse megyében. Lakosainak száma 60 fő (2022. január 1.). Peuvillers Damvillers, Écurey-en-Verdunois, Lissey, Réville-aux-Bois és Vittarville községekkel határos.

## Népesség
A település népességének változása:
| Lakosok száma | 77   | 51   | 55   | 68   | 59   | 54   | 55   | 60   | 63   | 60   |
|               | 1968 | 1982 | 1990 | 2006 | 2013 | 2015 | 2017 | 2019 | 2020 | 2022 |